# Uchtenhagenstraße

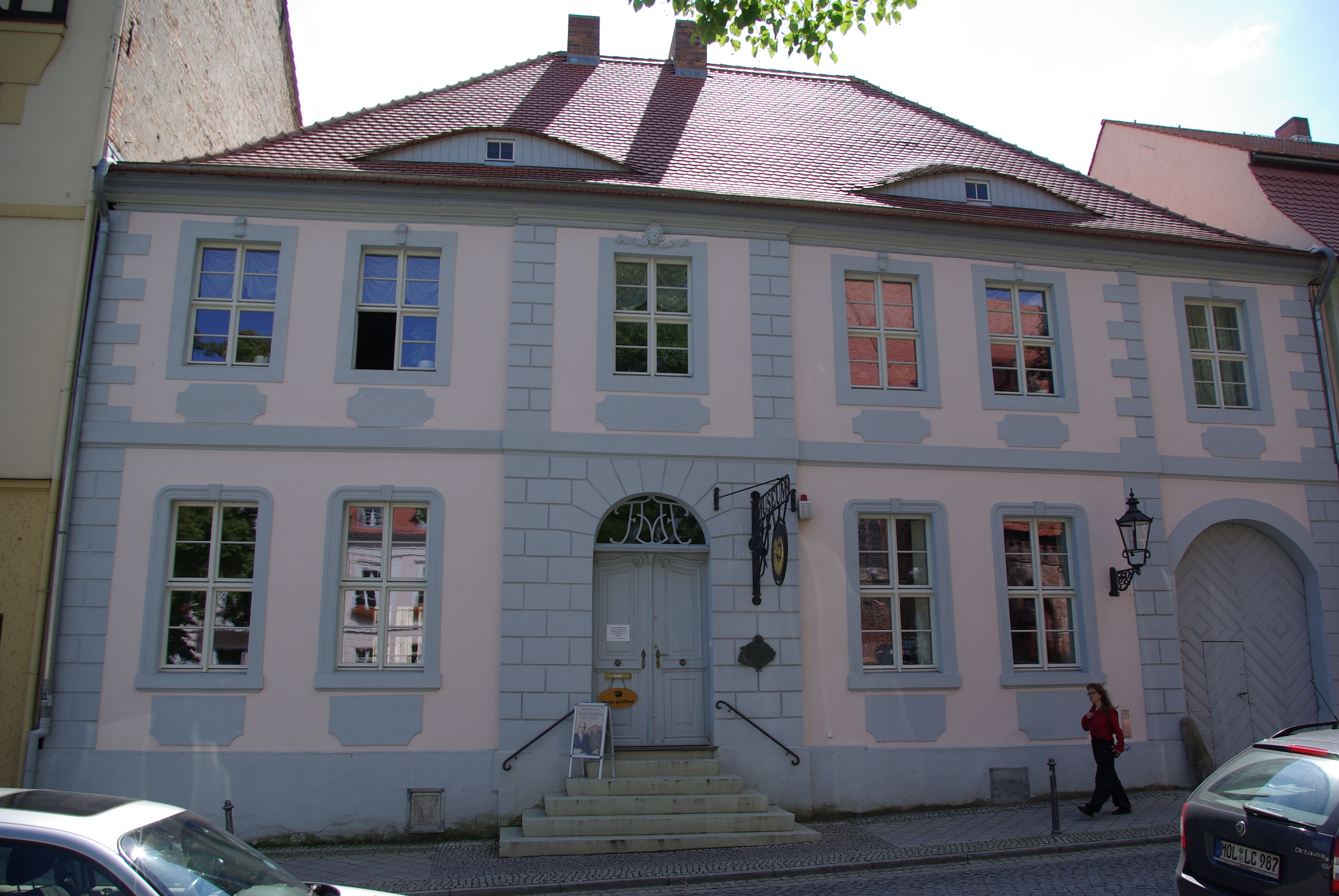
Uchtenhagenstraße 2, hier befindet sich das Oderlandmuseum

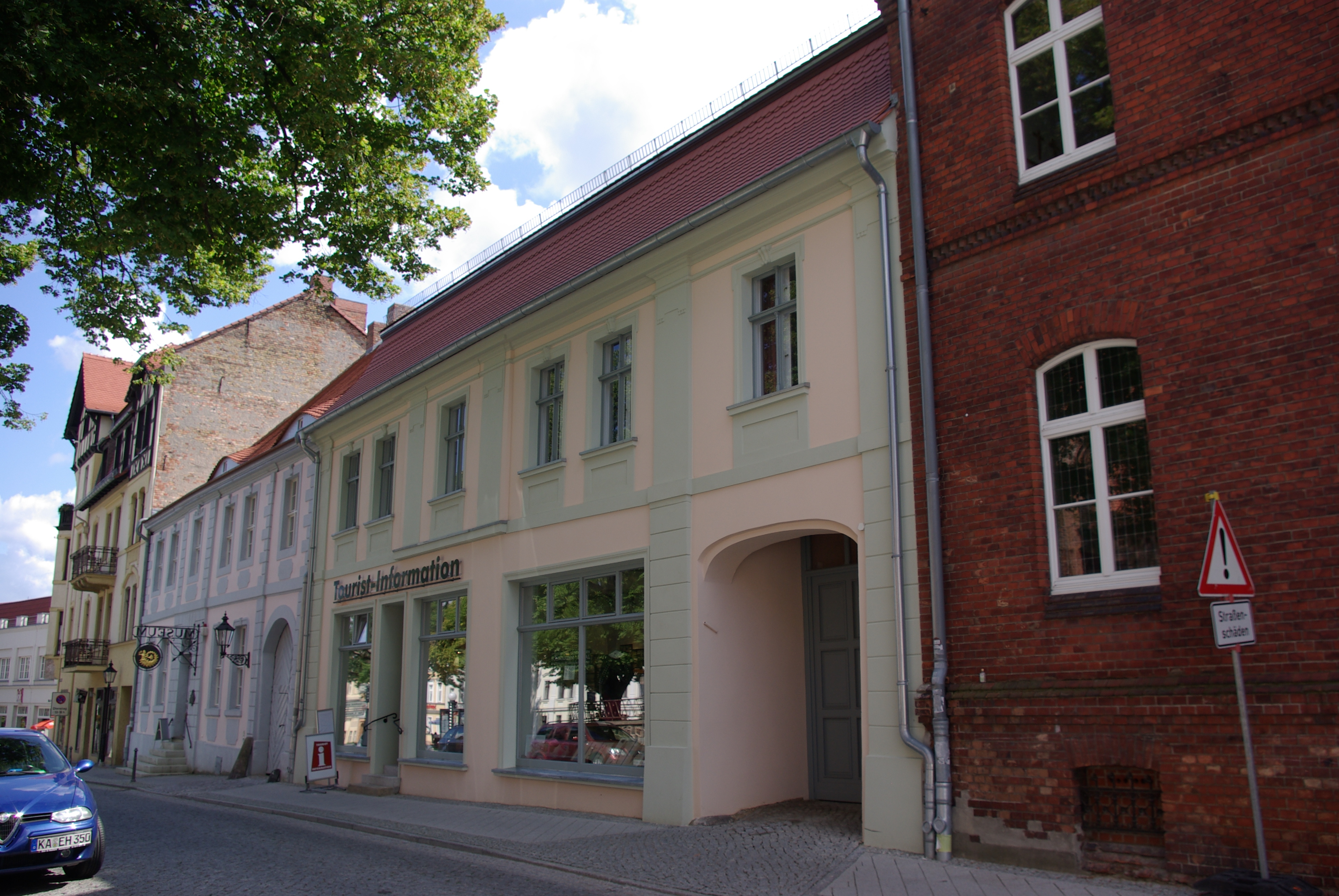
Uchtenhagenstraße 3, hier befindet sich die Tourismusinformation

Die Uchtenhagenstraße ist eine Straße in Bad Freienwalde (Oder). In der Straße sind sieben Häuser denkmalgeschützt. Eine genaue Aufstellung der denkmalgeschützten Häuser befindet sich in der Liste der Baudenkmale in Bad Freienwalde (Oder).

## Lage und Geschichte
Die Uchtenhagenstraße ist eine Hauptstraße in Bad Freienwalde. Sie beginnt an der Karl-Marx-Straße und Königsstraße gegenüber dem Rathaus und verläuft in Richtung Südwest. Vor der Johannisstraße biegt sie bogenförmig Richtung Norden ab. Von der Uchtenhagenstraße gehen folgende Straßen ab: Marktplatz auf der rechten Seite und Rosmarinstraße und Weinbergstraße auf der linken vom Beginn an gesehen. Die Uchtenhagenstraße geht dann in die Eberswalder Straße über. An ihr befindet sich die Stadtpfarrkirche St. Nikolai.
Die Uchtenhagenstraße war eine der ersten Straßen in Bad Freienwalde. Im Jahre 1841 erhielt die Straße ihren heutigen Namen. Der Name erinnert an die Familie Uchtenhagen, Bad Freienwalde war bis 1618 im Besitz dieser Familie. Ob der Herrensitz der Familie Uchtenhagen sich in der Uchtenhagenstraße befand, ist nicht überliefert.

## Die Häuser
Die sieben denkmalgeschützten Häuser in der Uchtenhagenstraße sind:
- Uchtenhagenstraße 2: Das Haus ist das Freihaus von Loeben. Heute befindet sich hier das Oderlandmuseum. Das Grundstück erhielt den Status eines Freihauses im Jahre 1602. Ein erstes Haus entstand 1560, 1667 wurde ein neues Haus darauf gebaut. Das heutige Haus wurde 1775 errichtet. Hier wohnte im Jahre 1860 für einige Zeit Ernst Haeckel bei seinem Bruder.
- Uchtenhagenstraße 3: Das Wohnhaus liegt gegenüber der Kirche. Erbaut wurde es Ende des 18. Jahrhunderts. Das Haus ist zweigeschossig und hat ein traufständiges Mansarddach. In dem Haus befindet sich heute die Tourismusinformation des Oderlandes.
- Uchtenhagenstraße 13a: Das Haus wurde Anfang des 19. Jahrhunderts erbaut. Es liegt etwas oberhalb der Straße. Es ist ein Fachwerkhaus mit Krüppelwalmdach.
- Uchtenhagenstraße 16: Das Haus wurde Ende des 19. Jahrhunderts erbaut.
- Uchtenhagenstraße 16a: Das Haus wurde im dritten Viertel des 19. Jahrhunderts erbaut. Das Haus verfällt.
- Uchtenhagenstraße 22: Das Haus wurde 1787 erbaut. Es hat zwei Geschosse und ein traufständiges Dach. Die Fassade wird dominiert durch einen breiten Mittelrisalit.
- Uchtenhagenstraße 28: Hinter dem Kreisständehaus befindet sich die  Stadtpfarrkirche St. Nikolai. Das Haus wurde um 1800 erbaut. Der Kreis Oberbarnim erwarb das Haus 1836. Ab 1922 befand sich hier die Kreisbank, nach 1945 eine Filiale der Deutschen Notenbank. Heute befindet sich hier eine Zweigstelle der Volksbank.